# Wakeham
Wakeham es un pequeño pueblo ubicado en el área de Tophill, en Pórtland, una isla emplazada frente a las costas meridionales del condado de Dorset (Inglaterra, Reino Unido), en el canal de la Mancha.
- Datos: Q7961103
- Multimedia: Wakeham, Dorset / Q7961103